# 偪
偪（ひき）は、周代の諸侯国。具体的な位置は不詳だが、南燕・密須・闞等と同族で姞姓。
『春秋左氏伝』文公六年に「杜祁以君故、譲偪姞而上之」と記載がある。偪姞は春秋五覇の一人の晋の文公の妻で襄公の生母。